# راشيل دان
راشيل دان (بالإنجليزية: Rachel Dunn) هي لاعبة كرة الشبكة بريطانية، ولدت في 14 نوفمبر 1982.

## روابط خارجية
- راشيل دان على موقع اتحاد ألعاب الكومنولث (مؤرشف) (الإنجليزية)
- راشيل دان على موقع اتحاد ألعاب الكومنولث (مؤرشف) (الإنجليزية)
- راشيل دان على موقع دورة ألعاب الكومنولث 2006 (مؤرشف) (الإنجليزية)